# Haplostoma brevicauda
Haplostoma brevicauda är en kräftdjursart som först beskrevs av Canu 1886.  Haplostoma brevicauda ingår i släktet Haplostoma, och familjen Haplostomidae. Arten är reproducerande i Sverige.